# Rue de Liège
La rue de Liège se situe dans les 8e et 9e arrondissements de Paris.

## Situation et accès

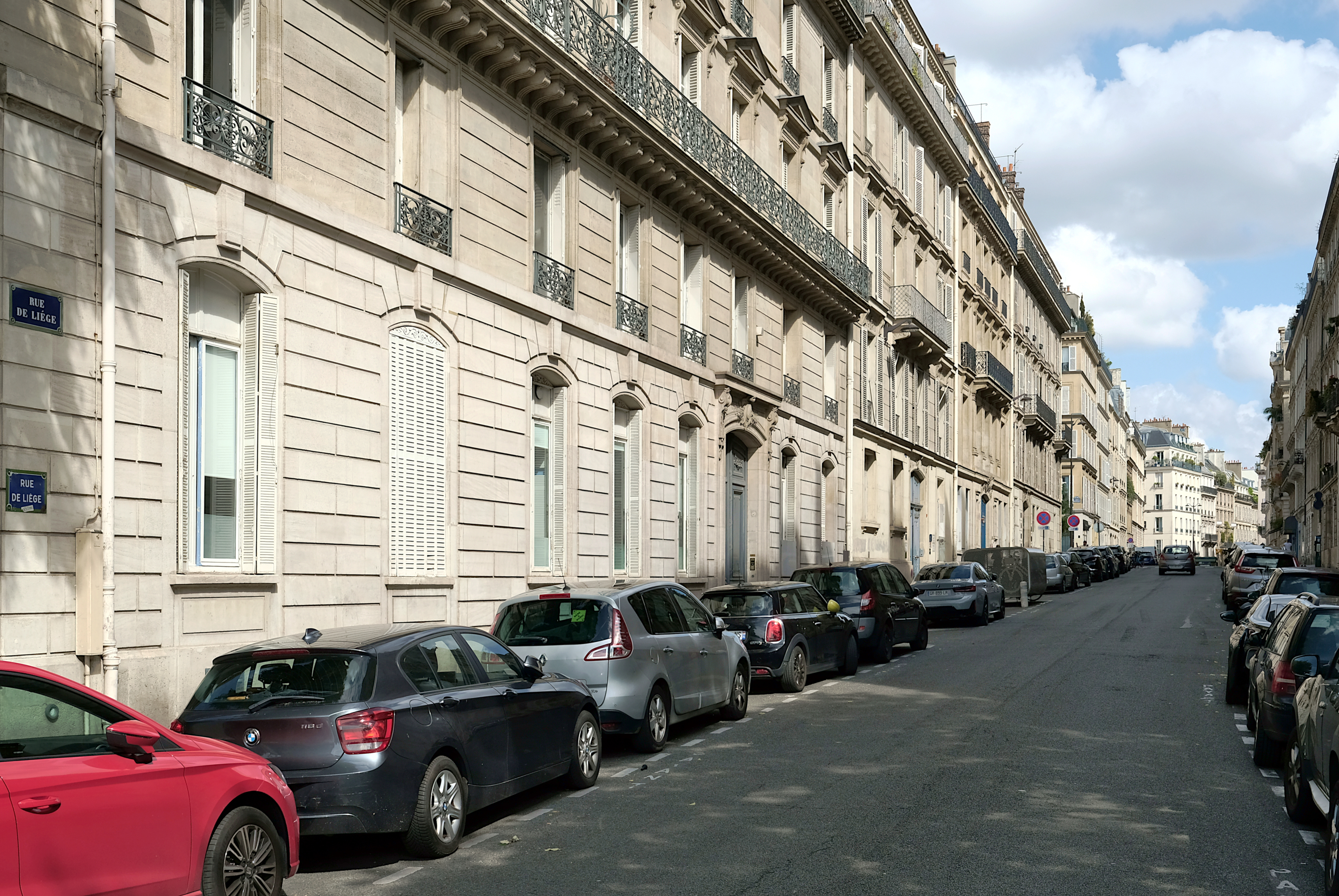
La rue de Liège en 2024.

Elle commence au 39, rue de Clichy et se termine place de l'Europe et au 2, rue de Saint-Pétersbourg (8e).
Le quartier est desservi par la ligne 13 à la station Liège.

## Historique et origine du nom

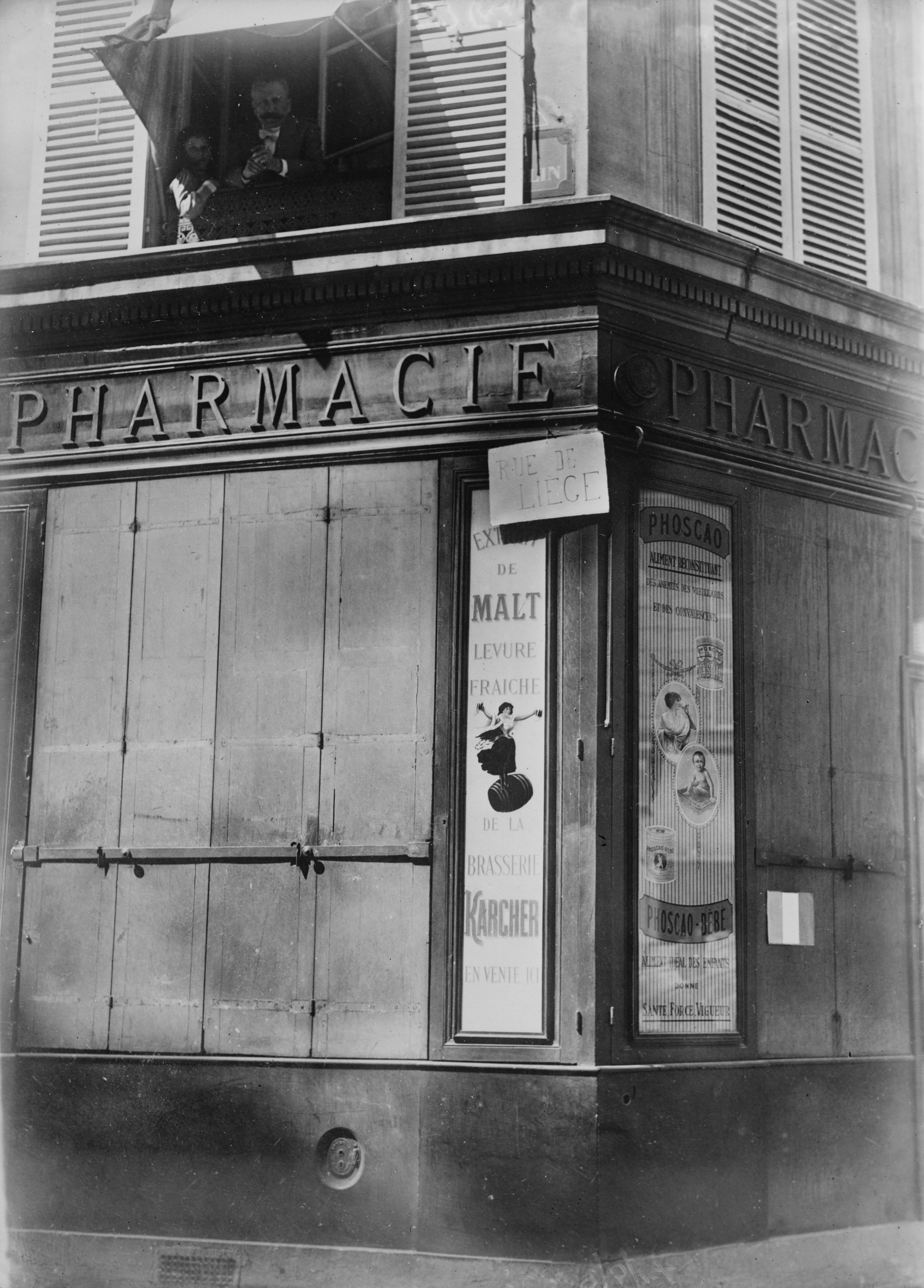
La rue en août 1914, après sa débaptisation, à l'angle de la rue de Clichy.

La voie fut ouverte, par ordonnance royale du 2 février 1826, dans le cadre de l'aménagement du quartier de l'Europe sur les terrains des anciens jardins de Tivoli appartenant à Jonas-Philip Hagerman et Sylvain Mignon sous le nom de « rue de Berlin ». Elle fut d'abord tracée depuis la rue du Rocher jusqu'à la place de l'Europe et en direction de la rue d'Amsterdam, qu'elle atteignit effectivement en 1830 par prolongation sur des terrains appartenant à MM. Mallet, Guichard et Mellier. Cette première partie a une largeur de 15 mètres.
La partie comprise entre la rue d'Amsterdam et la rue de Clichy dépendait du passage Grammont que ses propriétaires, Mallet et la veuve Debelle, furent autorisés par ordonnance royale du 21 septembre 1841, à convertir en une rue de 12 mètres de largeur. Parmi les différentes charges imposées par l'ordonnance d'autorisation, les propriétaires eurent à démolir dans un délai de quatre ans les bâtiments situés au coin de la rue de Clichy, qui réduisaient la largeur de la nouvelle rue à 9,41 mètres.
La voie fut débaptisée en 1914 au début de la Première Guerre mondiale et renommée en hommage à la résistance héroïque des Liégeois face à l'invasion allemande lors de la bataille de Liège (5 au 16 août 1914). La station de métro Liège fut rebaptisée à la même époque.
Il faudra attendre l’année 2000 pour que Berlin réapparaisse, avec le square de Berlin, non pas dans la nomenclature des voies de Paris mais dans celle de ses espaces verts.

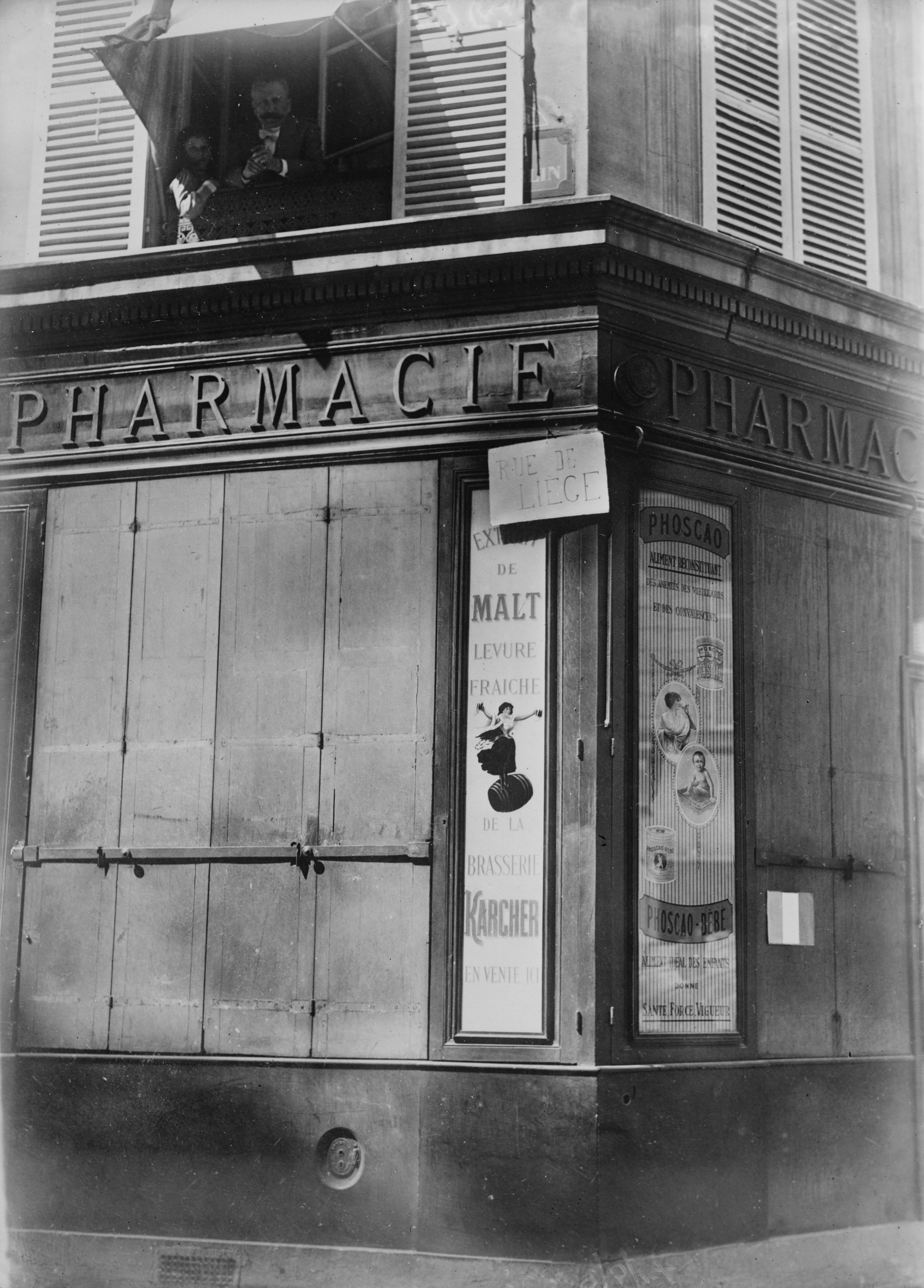
La rue de Liège en 1914, après le changement de nom. On lit [BER]LIN  sur la plaque en partie cachée par un volet ; et la nouvelle appellation figure sur un panneau de fortune.
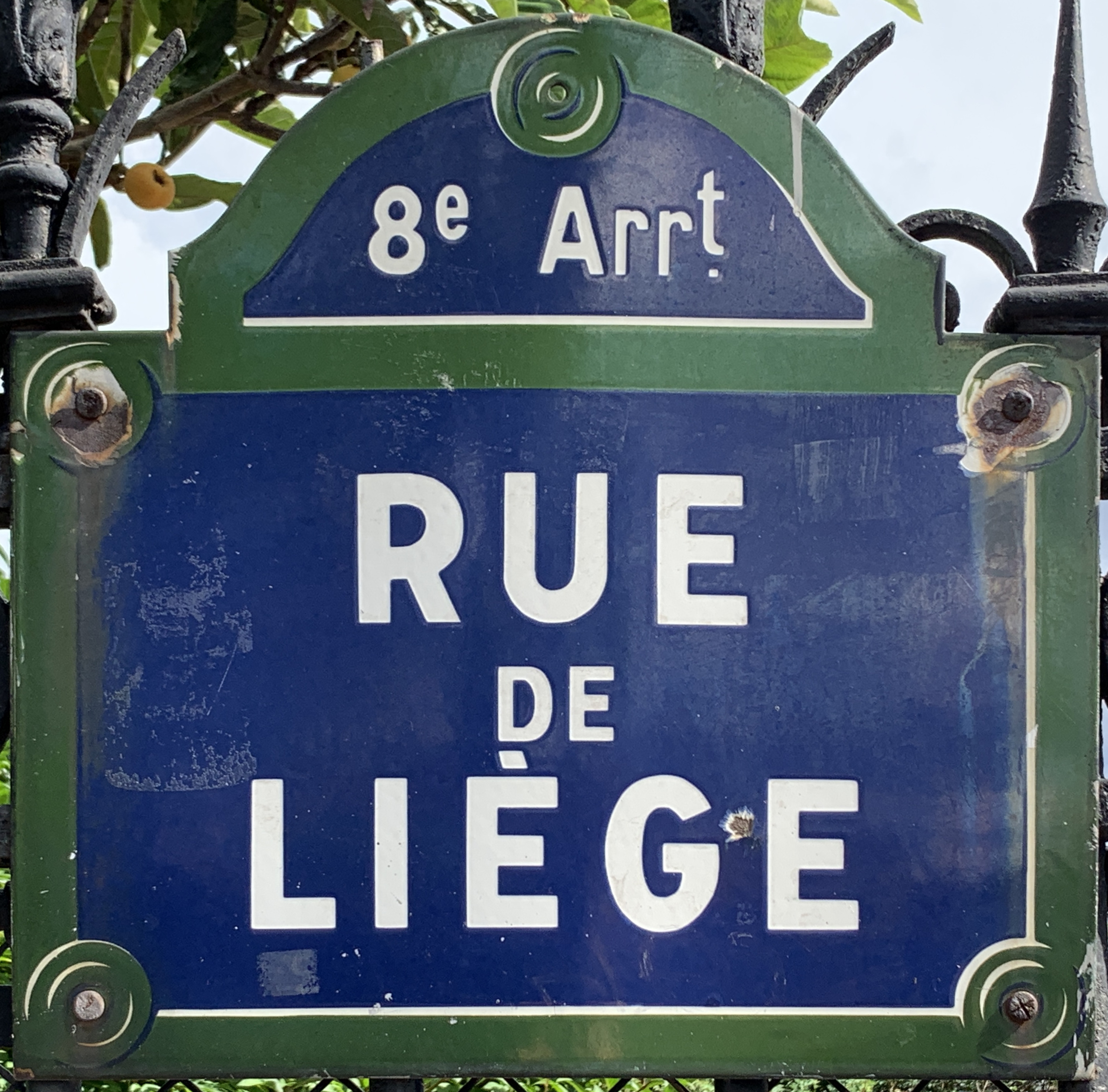
Plaque de rue de la rue de Liège.
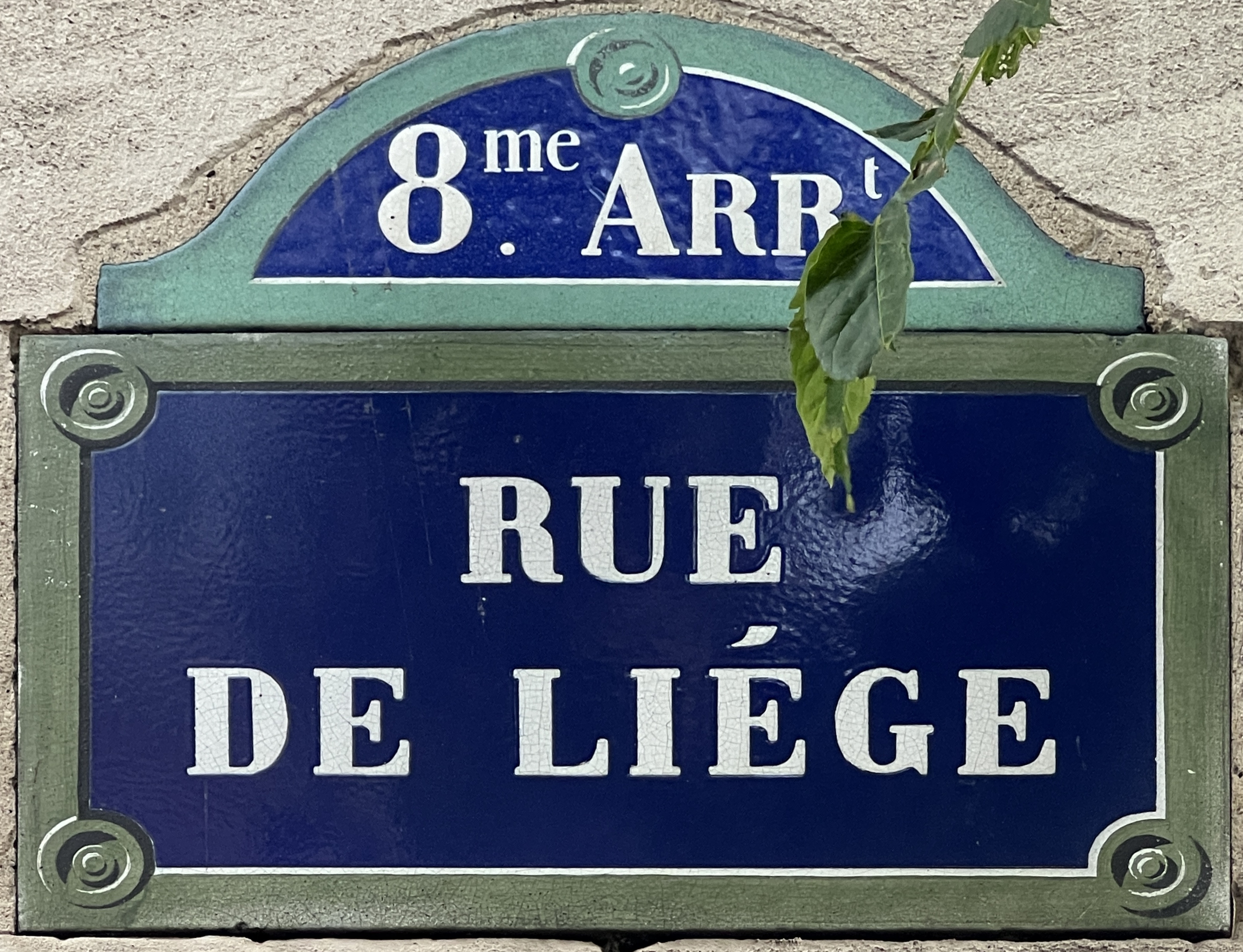
Plaque de la voie avec la graphie rue de Liége.
Armes de Liège sous l’Empire (le chef est celui des bonnes villes) : Liège était alors le chef-lieu d’un département français, le département de l’Ourthe (1795-1814).

## Bâtiments remarquables et lieux de mémoire
- Émile Boutmy vécut à un numéro inconnu de la rue à la fin de sa vie[3].
- No 3 : Shéhérazade, cabaret artistique parisien des années 1930[4].
- No 9 : siège de la Fédération française de rugby de 1995 à 2010[5].
- No 28 : immeuble construit en 1846 par Eugène Viollet-le-Duc pour Henry Courmont, chef du bureau des Monuments historiques. « Premier et célèbre exemple du rationalisme néo-gothique du jeune Viollet-le-Duc[6]. »
- No 31 : l'écrivain Georges Duhamel, qui a longtemps vécu dans le quartier de la montagne Sainte-Geneviève et rue Vauquelin en particulier, déménage en 1935 avec son épouse Blanche Albane à cette adresse qui restera son domicile parisien jusqu'à la fin de sa vie[7].

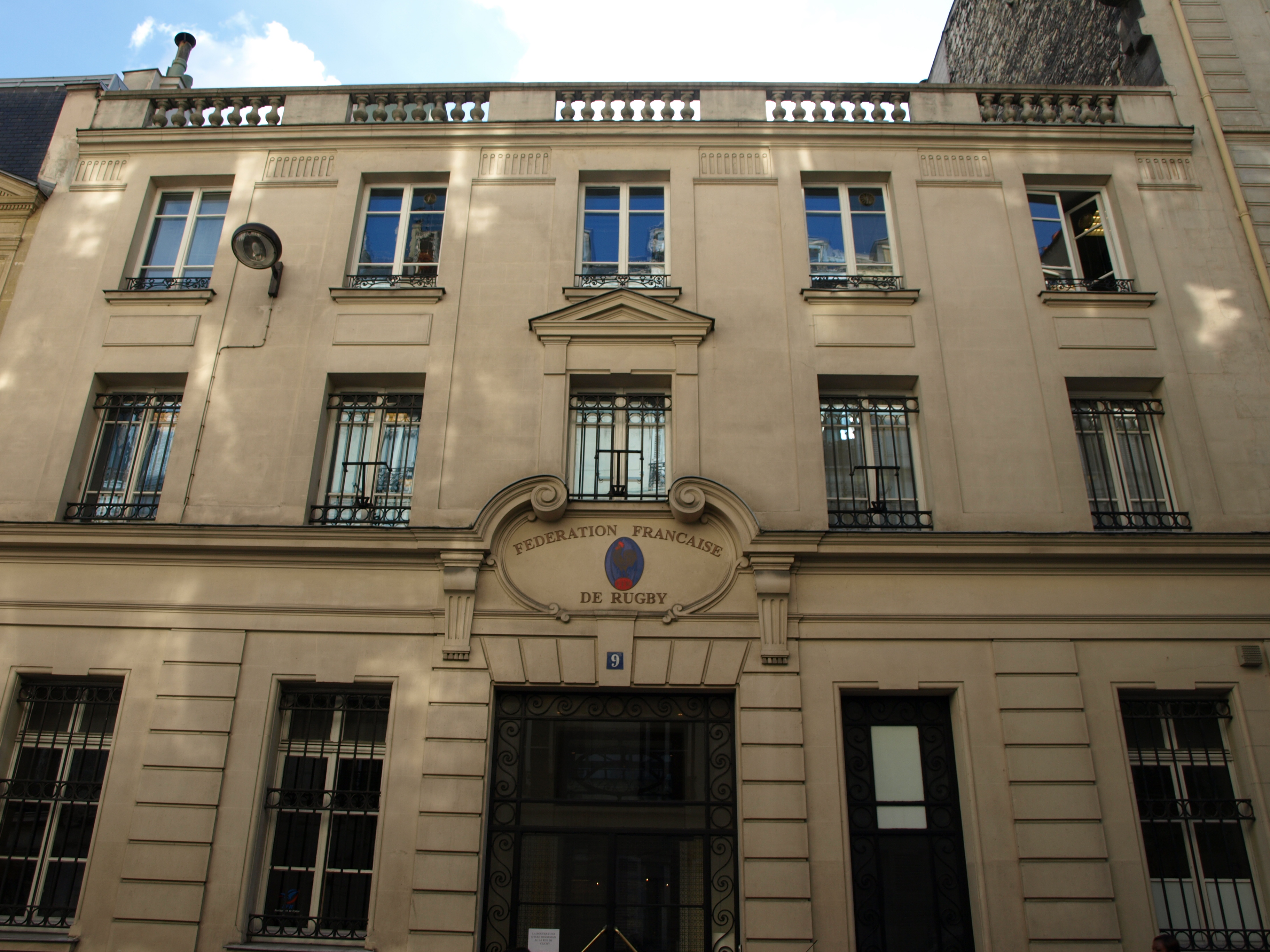
No 9, siège de la FFR en 2007.
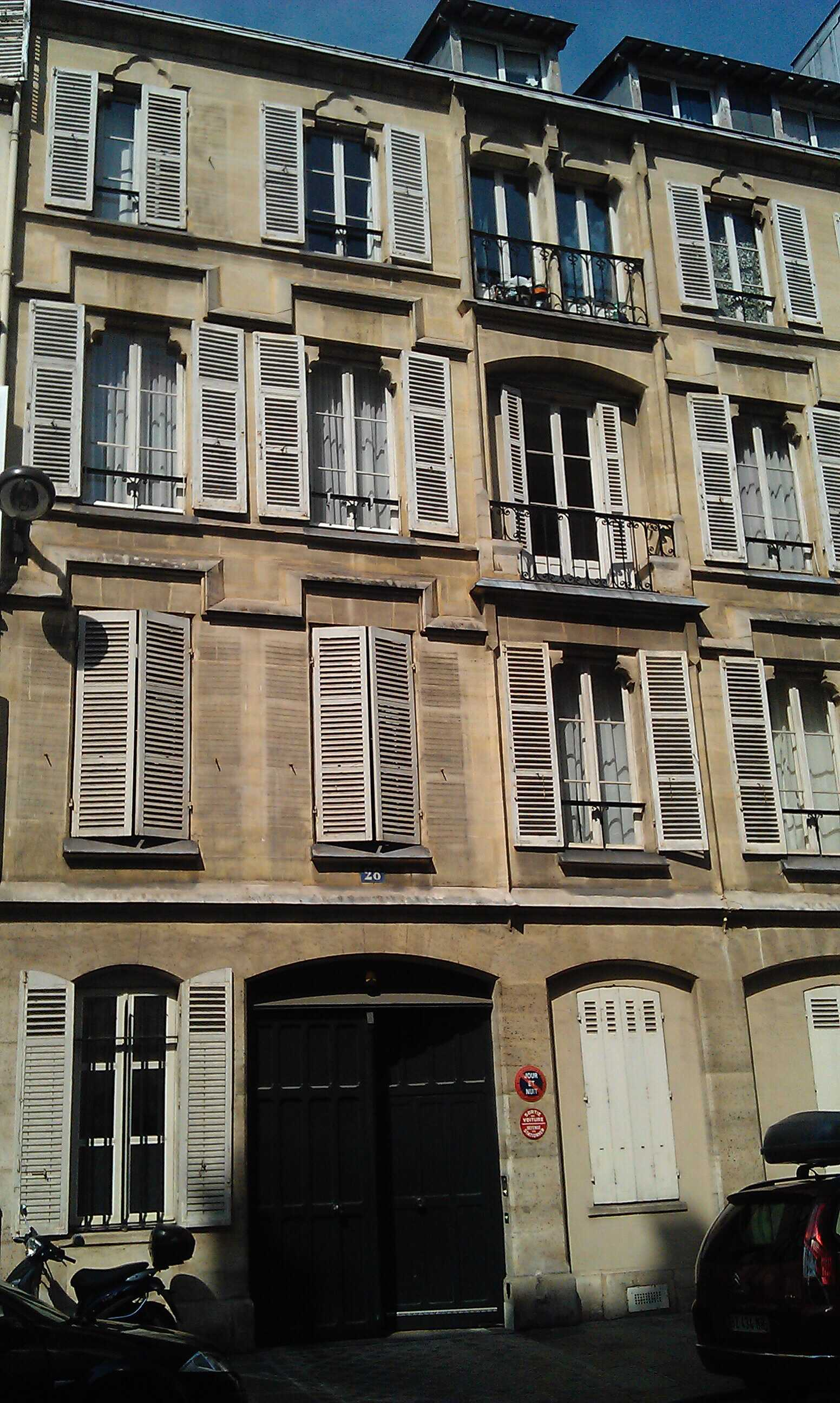
No 28, l'immeuble Courmont en 2012.

## Littérature
Dans le roman Béatrix (1839), de Balzac, madame Schontz « occupait le troisième étage de la seule maison qui existât rue de Berlin, elle campait donc sur la lisière du malheur et sur celle de Paris ».

### Sources
- Nomenclature officielle des voies publiques et privées [de Paris], préface de Jean Tiberi, Mairie de Paris, 9e édition, mars 1997, XXIV p. + 670 p.  (ISBN 2-9511599-0-0).